# Arthrinium mediterranei
Arthrinium mediterranei är en svampart som beskrevs av Larrondo & Calvo 1992. Arthrinium mediterranei ingår i släktet Arthrinium och familjen Apiosporaceae.   Inga underarter finns listade i Catalogue of Life.